# 478 (číslo)
Čtyři sta sedmdesát osm je přirozené číslo. Následuje po číslu čtyři sta sedmdesát sedm a předchází číslu čtyři sta sedmdesát devět. Římskými číslicemi se zapisuje CDLXXVIII a řeckými číslicemi υοη.

## Matematika
478 je:
- Deficientní číslo
- Poloprvočíslo
- Šťastné číslo

## Astronomie
- (478) Tergeste je planetka hlavního pásu, kterou objevil v roce 1901 Luigi Carnera

## Roky
- 478
- 478 př. n. l.